# Doły (Karwina)
Kopalnie (też: Doły, Karwinna, cz. Doly, dawniej: Karvinná, niem. Karwin, pierwotnie Arnoldsdorf) – część miasta Karwina w kraju morawsko-śląskim, w powiecie Karwina w Czechach. Jest to także gmina katastralna o nazwie Karviná-Doly i powierzchni 1634,93 ha, na południowo-zachodnim skraju miasta. W 2001 liczyły 810 mieszkańców, a w 2010 odnotowano 161 adresów. Obejmuje obszar dawnej historycznej Karwiny (cz. Karvinná, niem. Karwin) sprzed 1948 roku. Współczesne miasto Karwina zrodziło się w 1948 z połączenia ówczesnych gmin: Karwina, Frysztat, Darków, Raj oraz Stare Miasto. Nowy organizm miejski otrzymał nazwę właśnie od Karwiny, zaś herb od Frysztatu.
W granicach administracyjnych dzielnicy znajduje się również obszar dawniej samodzielnej wsi Solcy.

## Nazwa
Nazwa Karwina, dawniej też Karwinna, jest kulturowa (od stpol. apelativa karw, karwa, psl. korva) lub dzierżawcza od nazwy osobowej Karw lub Karwa, być może od słowa karw oznaczającego woła, człowieka leniwego. Średniowieczna nazwa niemiecka Arnoldesdorf oznaczała wieś Arnolda. Na przestrzeni lat w dokumentach średniowiecznych była wymieniana jako Carwina/Carvina (ok. 1305), Karwin, in deutscher Sprache Arnolssdorff genannt (1331), z Karwiney (1441), Arnoldisdorff (1447), Carwynu (w celowniku, 1447), z Carwine (1450), Karwynsky z Karwyni (1461), wsy Karwiney (1461), z Karwiney (1536), Karwinsky z Karwinney (1584), na Karwiney (1598), Karwina (1652), Karwin (1736, 1804), Karwina, Karwino (1788), Karwina, Karviná, Karwin (1900). W miejscowej gwarze występuje wymowa zarówno Karwina jak i Karwino, dopełniacz Karwinej.
W XX w. obszar dawnej wsi Karwina zaczęto nazywać dzielnicą Kopalnie (cz. Doly), a nazwę Karwina w 1923 r. przeniesiono na powstałe wtedy miasto Karwina.

## Historia
Miejscowość po raz pierwszy wzmiankowana została w łacińskim dokumencie Liber fundationis episcopatus Vratislaviensis (pol. Księga uposażeń biskupstwa wrocławskiego), spisanej za czasów biskupa Henryka z Wierzbna ok. 1305 w szeregu wsi zobowiązanych do płacenia dziesięciny biskupstwu we Wrocławiu, w postaci item in Carwina XI) mansi. Zapis ten oznaczał, że wieś posiadała 11 łanów większych. Jej powstanie wiąże się z przeprowadzaną pod koniec XIII wieku na terytorium późniejszego Górnego Śląska wielką akcją osadniczą (tzw. łanowo-czynszową). Krótko po tym wydarzeniu do miejscowości dotarła również grupa niemieckich osadników, którzy nadali miejscowości nazwę Arnoldesdorff (wzmiankowanej w 1331 i 1447), która zanikła jeszcze w średniowieczu. Wieś politycznie znajdowała się wówczas w granicach utworzonego w 1290 piastowskiego (polskiego) księstwa cieszyńskiego, będącego od 1327 lennem Królestwa Czech, a od 1526 roku w wyniku objęcia tronu czeskiego przez Habsburgów wraz z regionem aż do 1918 roku w monarchii Habsburgów (potocznie Austrii).
W 1419 miejscowość została sprzedana przez księcia Bolka w lenno Mikołajowi Stopakowi z rodu Kiczków, którego potomkowie przyjęli nazwisko Karwińskich. W 1551 miejscowość została zakupiona przez Larischów, od 1654 tytułujących się jako baronowie, a od 1748 jako hrabiowie. W 1730 Karwina stała się siedzibą fideikomisu, którego majątek wzrósł znacznie po małżeństwie  Jana Józefa Antoniego Larischa ze spadkobierczynią Mönnichów, Marią Teklą.
Odkrycie bogatych złóż węgla na wzgórzu Czechowice przez Jana Erdmana Floriana Larischa dało podwaliny do przyszłego gwałtownego rozwoju Karwiny i sąsiednich wsi jako miejscowości górniczych. Na początku XIX wieku wydobywano tu około 2000 do 2300 ton węgla w odkrywkach Lejawa, Podolina i Na Krzemieńcu. Otwarcie w 1847 roku pierwszego połączenia kolejowego w regionie w ramach cesarsko-królewskiej Kolei Północnej uruchomiło nowy etap już lukratywnego górnictwa w Zagłębiu Ostrawsko-Karwińskim. Upowszechniły się kopalnie głębinowe, pojawiły się pierwsze maszyny parowe (głównie w transporcie) oraz nowoczesne zarządzanie i obcy kapitał (w Karwinie np. hrabiego Zdenko Zierotina). Siła pracownicza rekrutowana była jednak wciąż głównie z najbliższej okolicy. Rekompensata za zniesienie feudalizmu zasiliła rodzinną kasę rodu Larischów von Mönnich, która w 1856 otworzyła nową kopalnię głębinową Franciszek przy granicy z Dąbrową. Kolejny etap nastąpił od lat 70. XIX wieku. W 1871 otwarto Kolej Koszycko-Bogumińską. Kryzys ekonomiczny lat 70. pociągnął za sobą kolejne zmiany własnościowe. Jedynie bardzo nowoczesne spółki były w stanie unieść otwieranie nowych "wielkich kopalni", od początku zelektryfikowanych. W ich sąsiedztwie powstawały coraz większe osiedla robotnicze dla górników, najczęściej przybyłych z Galicji Zachodniej. Na tym tle wyróżniały się jednak Hrabiowskie Zakłady Węglowe i Koksownicze Larisch-Mönnichów (Gräflich Larisch-Mönnische Kohlen- und Kokswerke in Karwin) posiadające jednoosobowego właściciela,

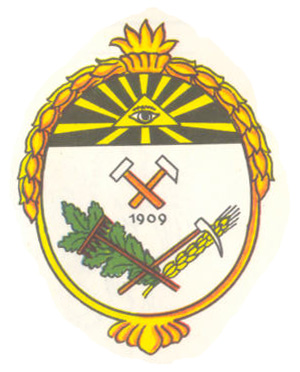
Dawny herb Karwiny (1909)

W 1847 we wsi mieszkało 1412 osób, z tego 1312 katolików, 92 protestantów oraz 8 żydów, posługujących się według schematyzmu kościelnego językiem polskim (w tym czasie miejscowa ludność określana była też jako śląsko-polska lub wasserpolska). Do 1869 liczba ta dobiła 3384 osób, lecz w następnych dekadach liczba ta gwałtownie rosła. Według austriackiego spisu ludności z 1910 roku miasteczko Karwina (bez Solcy) miała już 15761 mieszkańców, z czego 15 402 było zameldowanych na stałe, 12 727 (82,6%) było polsko-, 1815 (11,9%) niemiecko-, 823 (5,3%) czesko- i 37 (0,2%) innojęzycznymi, 13 754 (87,3%) było katolikami, 1682 (10,7%) ewangelikami, 8 (0,1%) kalwinistami, 171 (1,1%) wyznawcami judaizmu oraz 146 (1,1%) innej religii lub wyznania.
Znajduje się tu również barokowy kościół św. Piotra z Alkantary wybudowany w 1736. Z powodu intensywnego wydobycia węgla kamiennego w okolicy ziemia opadła, a budynek przechylił się o 6,8° w kierunku południowym. Obecnie kościół jest chronionym zabytkiem i pamiątką z przeszłości, kiedy fedrunek pod Karwiną odbywał się na dużo większą skalę niż dziś. Kościół jest wciąż otwarty i każdego tygodnia przeprowadza msze w językach czeskim i polskim. W pobliżu kościoła zlokalizowany jest też stary cmentarz.
Podobnie wyludnił się obszar całej dzielnicy. Jeszcze w 1930 liczył 22317 mieszkańców, w 1961 12796, a w 1991 jedynie 1302. Mimo to na terenie dzielnicy wciąż funkcjonują czynne kopalnie zrzeszone w OKD, a.s.

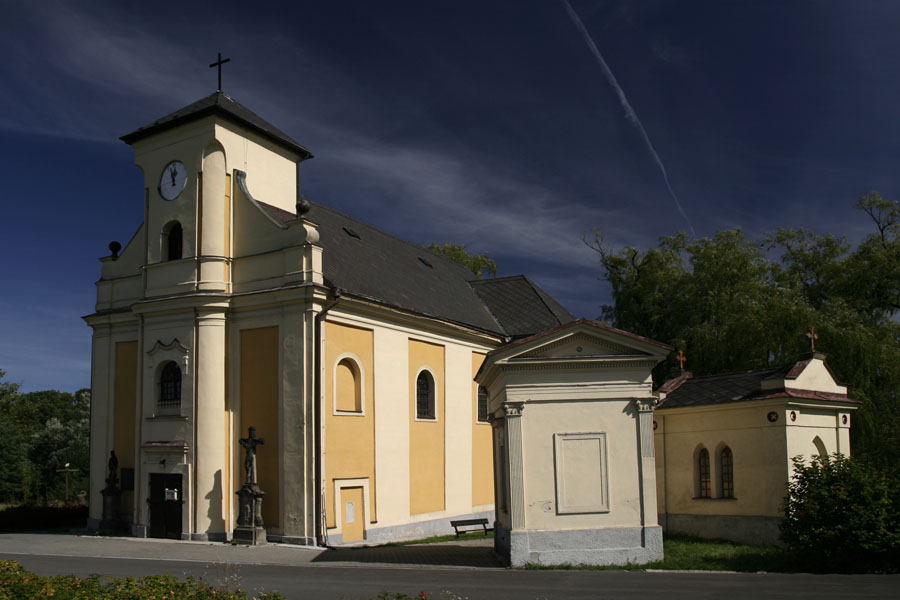
Kościół św. Piotra z Alkantary
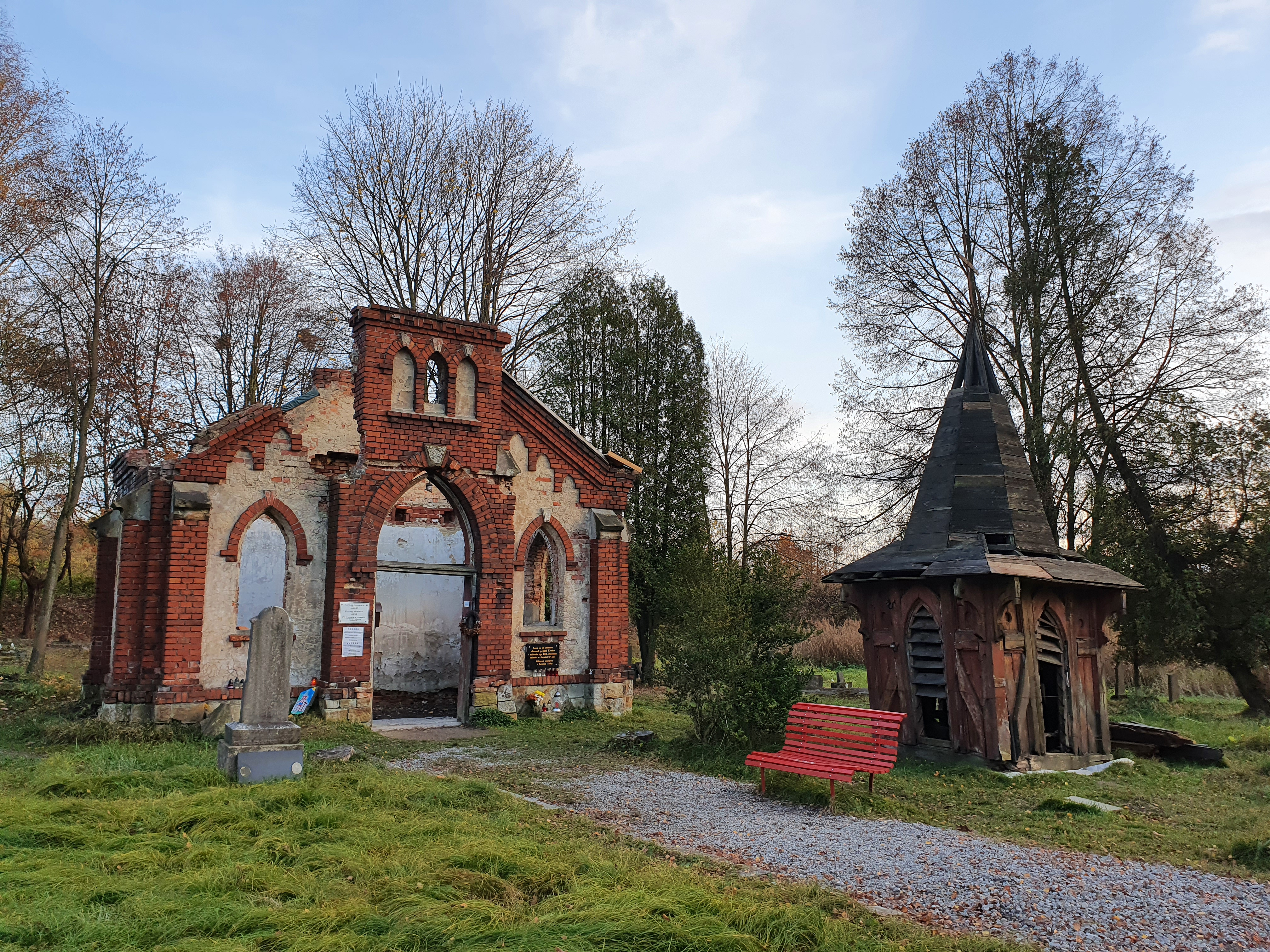
Ruiny ewangelickiej kaplicy cmentarnej
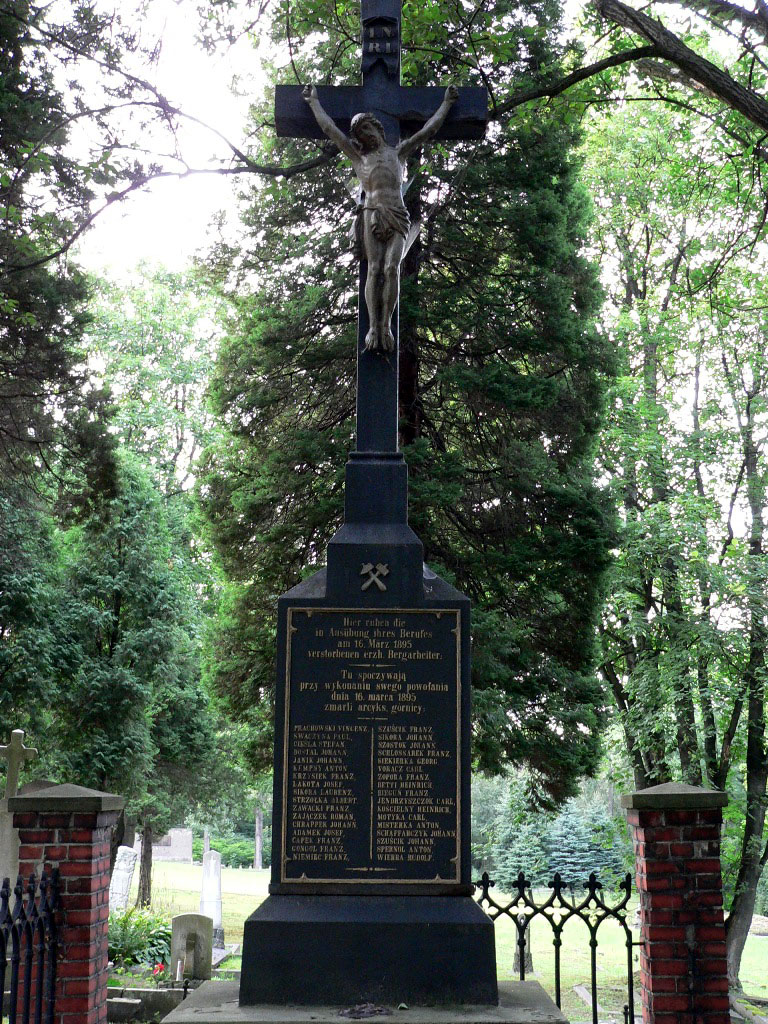
Pomnik ofiarom katastrofy górniczej z 16 marca 1895
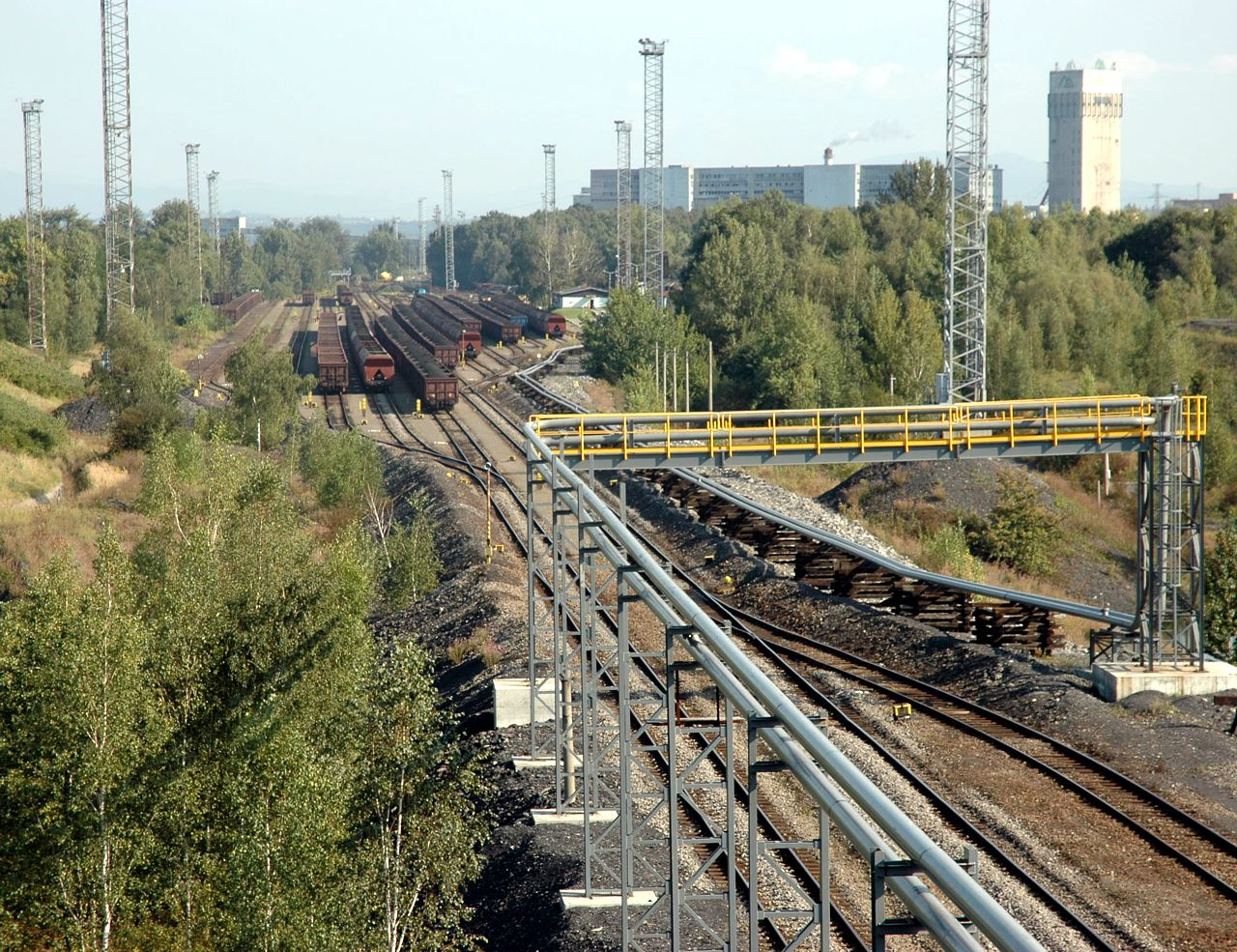
Stacja kolejowa w Karwinie